# Jaume Melendres i Inglès
Jaume Melendres i Inglès (Martorell, Baix Llobregat, 18 de juliol de 1941 – Manresa, Bages, 18 de novembre de 2009) va ser un autor dramàtic, director d'escena, articulista, actor ocasional, traductor d'obres de teatre i professor de teoria a l'Institut del Teatre.

## Biografia
Llicenciat en Ciències Econòmiques en especialitat d'Estadística a Barcelona, marxà tot seguit a París amb la intenció de fer el doctorat, allà la seva trajectòria professional es decantà cap a la literatura i l'art dramàtic.
Conreà la poesia (1967 La doble espera de l'aigua i tu), la narració curta (1973 El cavall no és de cartó, 1975 Cinc mil metres papallona, 1981 L'avió damunt els vidres) i la novel·la (La dona sense atributs escrita conjuntament amb Joan Abellan, Premi Prudenci Bertrana 1989).
Centrà la seva activitat en el teatre, fou autor de les obres Defensa índia de rei (Premi de Teatre Josep Maria de Sagarra 1966), Meridians i paral·lels (Premi Josep Aladern 1970), El collaret d'algues vermelles escrita conjuntament amb Joan Abellan (Premis Ciutat de Granollers i Crítica Serra d'Or 1979)
Traduí, dirigí i adaptà diverses obres de Bertolt Brecht, Koltès, Williams, Goldoni i Wilde, entre d'altres, i a més, exercí la crítica teatral a Tele-eXpres, Fotogramas i també a nombroses revistes especialitzades com Escena o El Público.
A partir del 1973 inicià la seva tasca docent a l'Institut del Teatre, tasca que mai no abandonarà. Exercí de professor de Teoria dramàtica, interpretació i direcció d'actors, i al llarg dels anys assumí diversos càrrecs, els darrers anys s'encarregà de la direcció dels Serveis Culturals.
Publicà dos assaigs teòrics: La teoria dramàtica (2006) i La direcció dels actors: Diccionari mínim (2007)

## Obra original selecta
Poesia
- La doble espera de l'aigua i tu, 1967.

Teatre
- Defensa índia de rei, premi Josep Maria de Sagarra 1966.
- Meridians i paral·lels, 1977.
- El collaret d'algues vermelles, en col·laboració amb Joan Abellan, 1979.

Novel·la
- La dona sense atributs, en col·laboració amb Joan Abellan, guanyadora del premi Prudenci Bertrana de novel·la 1989.

Assaig
- Un viatge a través del pensament teatral, 2006

## Traduccions d'obres de teatre al català
- Les bodes del llauner, de John Millington Synge.
- El temps i els Conway, de John Boynton Priestley.
- Ha vingut un inspector, de J.B. Priestley.
- Advertències per a embarcacions petites, de Tennessee Williams.
- Les quatre bessones, de Copi.
- La moral de la senyora Dulska, de Gabriela Zapolska.
- Un berenar improvisat, de Michel Tremblay.
- Els enamorats, de Carlo Goldoni.
- La importància de ser Franck, d'Oscar Wilde.
- No feu bromes amb l'amor, d'Alfred de Musset.
- El facinerós és al replà, de Joe Orton.
- Les llàgrimes amargues de Petra von Kant, de Rainer Werner Fassbinder.
- La meva Ismènia, d'Eugène Labiche.
- Just la fi del món, de Jean-Luc Lagarce.
- L'home i les armes, de Bernard Shaw.
- 11 setembre 2001 / Les troianes de Michel Vinaver

## Com a director de teatre
- Pària, d'August Strindberg, estrenada a l'Espai Brossa de Barcelona el 2009.

## Cinema
- El silenci abans de Bach, dirigida per Pere Portabella i estrenada el 2007.